# Cyrba lineata
Cyrba lineata är en spindelart som beskrevs av Fred R. Wanless 1984. Cyrba lineata ingår i släktet Cyrba och familjen hoppspindlar. Inga underarter finns listade i Catalogue of Life.